# Méav Ní Mhaolchatha
Méav Ní Mhaolchatha (pronuncia-se /mêiv nyí uolcahá/) é uma cantora irlandesa de música erudita e de música tradicional irlandesa.
Méav nasceu em Dublin, Irlanda. Ela frequentou o Trinity College, Dublin, onde se graduou em Direito.
Méav é uma das solistas originais do Celtic Woman, com o qual lançou 3 CDs/DVDs, Celtic Woman, Celtic Woman: A Christmas Celebration, e Celtic Woman: A New Journey. Afastou-se do grupo em 2005, ao se tornar mãe, retornando ao mesmo no início de 2006.
Sua performance internacional inclui participação como solista principal do coral irlandês Anúna entre 1994 a 1998, solista do Irish National Chamber Choir (único coral profissional da Irlanda) que se apresentou no Brasil, Suécia, Itália, Polônia e República Checa, uma das solistas integrantes do coral celta Anúna que acompanhou Riverdance em suas exibições internacionais em 1995 e 1996, apresentações nos Estados Unidos como solista com RTÉ Concert Orchestra, apresentações na África do Sul com Lord of the Dance como solista principal no papel da Deusa Érin, além de concertos no Japão, Coreia do Sul, Canadá, Espanha, Marrocos e Escandinávia.
Méav filmou nos dias 17 e 18 de julho de 2006 com Chloë Agnew, Lisa Kelly, Orla Fallon e Máiréad Nesbitt o terceiro DVD do grupo Celtic Woman denominado A Christmas Celebration. A gravação foi ao vivo no Teatro Helix, em Dublin.
No dia 17 de agosto de 2007 o site oficial de Celtic Woman anunciou que Méav não participaria das próximas turnês com o grupo para dedicar mais tempo à família, à sua carreira solo e à gravação do seu 4º álbum solo.

## Discografia

### Álbuns a solo
- 1999 – Méav (relançado em 2006)
- 2002 – Silver Sea (Relançado em 2007 e 2008)
- 2006 – A Celtic Journey